# Necropoli di Casinalbo
La Necropoli di Casinalbo, in provincia di Modena, è un sepolcreto a cremazione che appartiene al vicino villaggio (terramara) risalente all'età del Bronzo media e recente.

## Scavi e ricerche
La necropoli, scoperta nel 1880 e studiata inizialmente da Carlo Boni, direttore del Museo civico di Modena, e da Arsenio Crespellani, ispettore degli scavi nella Provincia di Modena, è stata oggetto di ulteriori scavi da parte di Fernando Malavolti nel 1949-50 e dell’Archeoclub di Modena nel 1975-77. 
Gli scavi scientifici condotti tra 1994 e 2015 dal Museo Civico Archeologico Etnologico di Modena in collaborazione con la Soprintendenza per i Beni Archeologici dell’Emilia Romagna o su concessione ministeriale hanno consentito di raccogliere ed elaborare dati sulla struttura della necropoli e delle sepolture, e di avviare studi antropologici e demografici, archeobotanici, sedimentologici, petrografici, faunistici e archeometrici.

## Estensione e datazione
Gli scavi hanno compreso solo una parte della necropoli (probabilmente circa un quinto), ma grazie a ricognizioni di superficie l’estensione del sepolcreto è calcolabile in circa 12.000 mq. Il numero di tombe complessivamente scavato nei vari interventi è di 678. In base all’estensione presunta è stato calcolato che la necropoli poteva contenere circa 3000 sepolture distribuite nell’arco di 300 anni.
La necropoli di Casinalbo (nella parte finora indagata) inizia ad essere utilizzata tra la fine del Bronzo Medio 2 e l’inizio del Bronzo Medio 3 (circa 1450 a.C.) e termina alla fine del Bronzo Recente 2 (circa 1150 a.C.). 

## La struttura della necropoli
Le tombe sono costituite solitamente da un vaso cinerario in ceramica nel quale venivano raccolte le ossa combuste dei defunti raccolte dopo il rogo funebre. L’urna, in rari casi protetta da una scodella, ciotola, tazza o da un coperchio in ceramica, veniva poi sepolta in un pozzetto poco profondo (massimo 60 cm circa) e poteva essere segnalata da un ciottolo fluviale posto sopra il cinerario in modo da spuntare dal terreno. 
Nella maggior parte dei casi le tombe erano riunite in gruppi, che comprendevano da 4 fino a 86 sepolture; specialmente nei gruppi più grandi la densità delle sepolture poteva raggiungere 8-10 tombe a mq, e queste erano accostate o sovrapposte le une alle altre, con la chiara intenzione di mettere in evidenza qualche forma di vincolo tra i defunti, presumibilmente di tipo parentelare. 
I gruppi di tombe erano collocati all’interno di isolati delimitati da strade in terra battuta larghe circa 2 m, che si incrociavano ortogonalmente e permettevano di percorrere la necropoli. Probabilmente uno di questi percorsi si prolungava fino a raggiungere l’abitato, distante circa 200 m. 
Il sepolcreto non sembra avere avuto delle strutture ben definite che ne delimitassero i confini, almeno nelle zone ovest e nord, dove gli scavi hanno verificato la semplice interruzione delle sepolture senza tracce riconoscibili di confini.

## Il rituale funerario

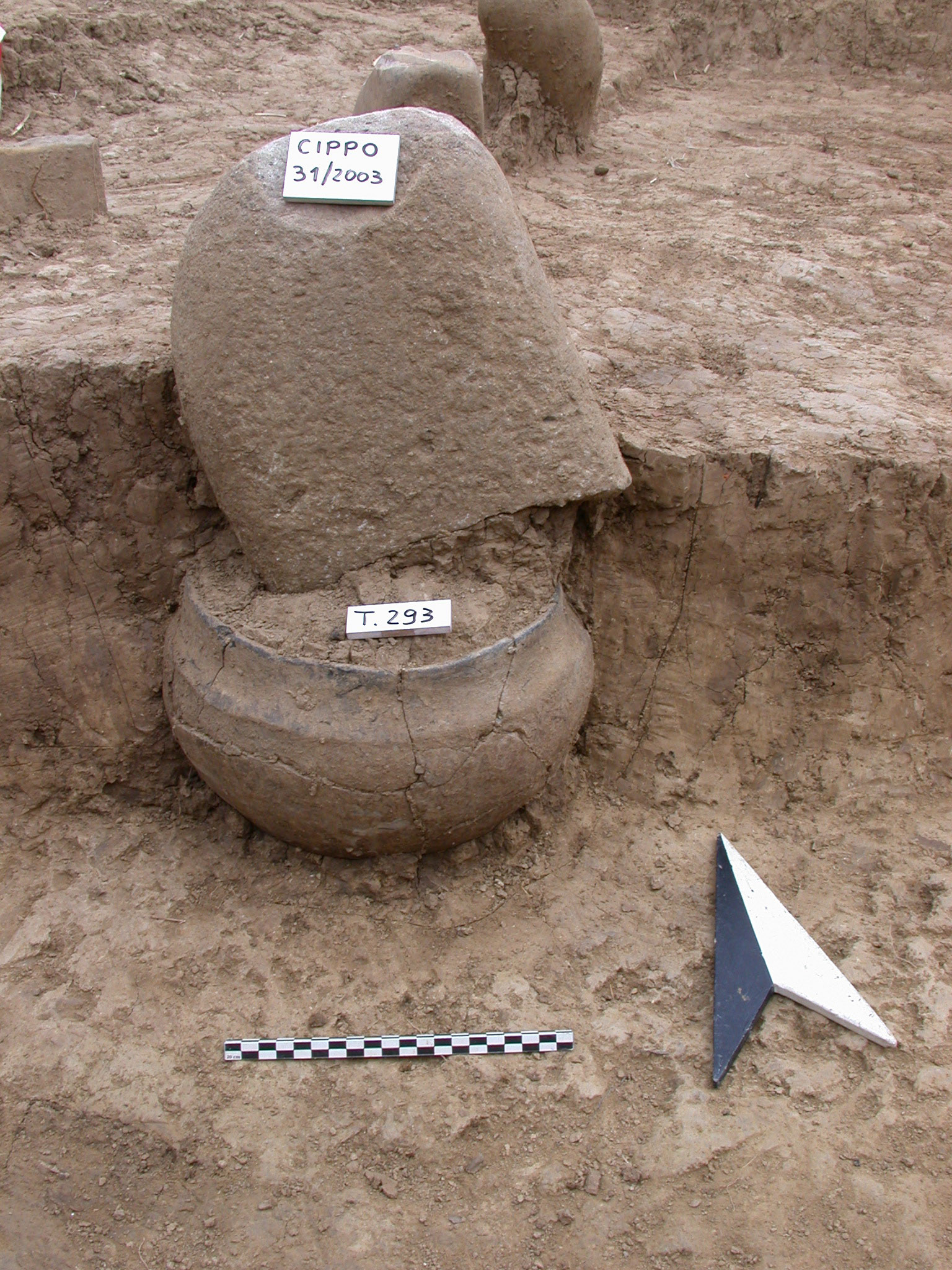
Urna cineraria della necropoli di Casinalbo in fase di scavo

All’interno della necropoli sono state rinvenute tracce che hanno permesso di ricostruire il rituale funerario.
In una zona con scarsa densità di sepolture è stata individuata sul terreno una serie di buche di palo che probabilmente dovevano sostenere una piattaforma in legno di forma circolare del diametro di circa 1,80 m. a cui si accedeva mediante una rampa sempre in legno. La piattaforma era probabilmente destinata all’esposizione e alla preparazione dei defunti prima del rogo funebre.
Poco distante dalla “piattaforma cerimoniale”, in un’area senza sepolture, è stata trovata una zona con terreno scottato e arrossato, verosimilmente i resti dell’ustrino (o di uno degli ustrini) dove venivano cremati i cadaveri posti su una catasta di legna. Quando il rogo era spento, venivano recuperati i resti delle ossa da deporre nell’urna e gli eventuali oggetti personali bruciati assieme al defunto; questi ultimi nelle fasi iniziali della necropoli non erano inseriti nell’urna assieme alle ossa, mentre successivamente, durante il Bronzo Recente, alcune urne di donne o bambine potevano contenere qualche frammento di oggetti di corredo.
Sempre all’interno della necropoli sono state trovate fosse di dimensioni variabili scavate nel terreno e contenenti carboni, frammenti di ossa animali, di vasi in ceramica e di oggetti in bronzo provenienti dai roghi funebri. Molto probabilmente queste fosse avevano la funzione di raccogliere quanto restava delle pratiche cerimoniali, come ad esempio banchetti e libagioni, che si svolgevano nella necropoli.
In due grandi settori della necropoli sono stati trovati deposti sul terreno molti frammenti di ossa umane cremate, di vasi in ceramica probabilmente usati per libagioni funebri e poi ritualmente spezzati, e numerosi frammenti di oggetti in bronzo esposti al rogo anch’essi disposti sul terreno secondo un preciso disegno. La frammentazione e la deposizione sul piano della necropoli di questi frammenti pertinenti ai defunti aveva evidentemente un significato rituale, soprattutto nel caso di oggetti che connotavano i maschi guerrieri.

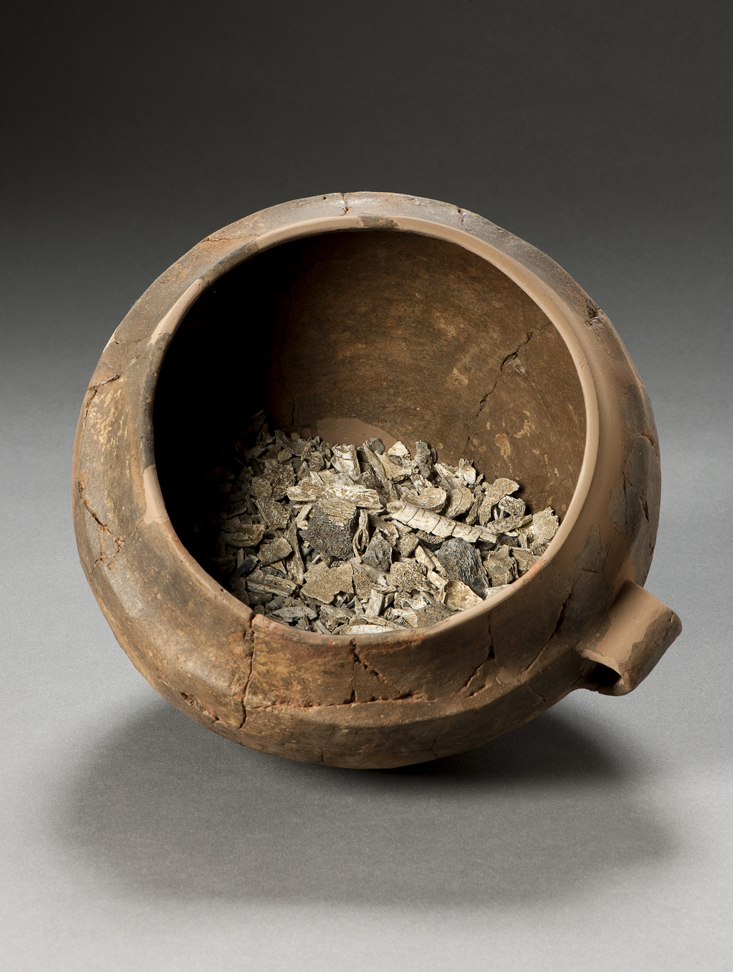
Urna cineraria dalla necropoli di Casinalbo con resti osteologici

## Le analisi antropologiche
Dopo essere state prelevate dalla necropoli, le urne sono state microscavate. Il microscavo è un’operazione di scavo per livelli del contenuto del vaso che permette di recuperare con la massima cura le ossa cremate ed eventuali oggetti di corredo, tenendo nota della loro posizione. 
Di solito i vasi contengono ossa che hanno dimensioni da pochi mm fino anche a 10 cm, quindi molte di esse sono riconoscibili da parte dell’antropologo, permettendo di distinguere la presenza dei vari distretti scheletrici (cranio, ossa lunghe, coste e colonna vertebrale, bacino, mani/piedi, ossa non identificabili) e di individuare i rari casi in cui all’interno di una stessa urna venivano collocati due diversi individui. L’analisi delle ossa cremate permette anche la determinazione del sesso e dell’età dei defunti e quindi di compiere studi demografici sulla antica popolazione sepolta nella necropoli.

## La demografia
Nella necropoli di Casinalbo le sepolture studiate hanno mostrato tra gli adulti un numero più o meno uguale di maschi e di femmine, per i bambini e i giovani la determinazione del sesso è invece meno attendibile o addirittura impossibile. 
Per quanto riguarda l’età alla morte, gli infanti deceduti entro i 6 anni di vita sono solo il 14% del totale, quindi si suppone che il dato sia sottostimato. L’assenza quasi totale di tombe di bambini fino ai 2-3 anni mostra che questi probabilmente non venivano cremati e collocati nella necropoli, ma sepolti in altri luoghi, ad esempio vicino alle abitazioni, all’interno del villaggio. Solo il 10% dei defunti è morto a più di 40-50 anni, mentre il 56% è deceduto tra 21 e 40 anni. L’aspettativa di vita media degli abitanti di Casinalbo si aggirava quindi intorno ai 20 anni. La struttura della famiglia era probabilmente mononucleare, e mediamente una donna poteva avere circa 6 figli, di cui solo 2 o 3 riuscivano a raggiungere l’età adulta e quindi dare origine a un nuovo nucleo famigliare.